# Никодим (Сребницкий)
Епископ Никодим (фамилия в миру Сребницкий или Скребницкий; конец XVII века — 12 июня 1751, Переяслав) — епископ Русской православной церкви,  Епископ Переяславский и Бориспольский.

## Биография
Малоросс по происхождению, он родился в конце XVII века. Учился в Киево-Могилянской и Московской Славяно-греко-латинской академиях.
С 1722 года служил в Белгородской и Обоянской епархии: был архидиаконом при епископе Епифании (Тихорском). С 1727 года в сане архимандрита являлся настоятелем Николаевского монастыря в Белгороде, вскоре назначен судьей Белгородского архиерейского дома. Епископ Епифаний не только сделал его своим душеприказчиком, но и в предсмертном письме архиепископу Новгородскому и Великолуцкому Феофану (Прокоповичу) ходатайствовал за Никодима как за одного из 2 желательных преемников. Однако на Белгородскую кафедру был хиротонисан архимандрит Досифей (Богданович-Любимский).
В сентябре 1732 года подал в Синод прошение о переводе в другую епархию. Пока оно рассматривалось, он попал под следствие из-за недостачи крупной суммы денег, оставшихся от епископа Епифания, и был вызван в Санкт-Петербург с приходо-расходными книгами. Вы-яснилось, что деньги израсходовал сам покойный епископ. В Белгородскую епархию Никодим не вернулся, приняв назначение настоятелем Псковского Снетогорского монастыря.
25 января 1734 года был вызван в столицу на чреду служения и определен судьёй Санкт-Петербургского духовного правления «для обучения и присмотрения к делам» (до 7 июня 1738).
До 1742 года в Санкт-Петербурге не было собственного архиерея: вместе с освобожденными в ходе Северной войны (1700—1721) землями (Шлиссельбургский, Копорский и Ямбургский уезды, Кронштадт) и завоёванным Выборгом новая столица России входила в состав небольшой по территории Синодальной области. Благодаря покровительству архиепископа Феофана Никодим быстро продвигался по службе: 4 июля 1734 года он стал настоятелем Ипатьевского Троицкого монастыря, а 11 февраля 1736 года — московского Новоспасского монастыря. 20 июля 1736 года императрица Анна Иоанновна пожаловала его званием члена Синода. В сентябре 1736 года присутствовал при кончине архиепископа Феофана и участвовал в погребальных службах в Санкт-Петербурге не только как член Синода, но и как душеприказчик почившего.
18 января 1738 года представлен как кандидат на Тверскую кафедру. 8 ноября 1738 года был назначен, а 6 декабря того же года в Санкт-Петербурге хиротонисан во епископа Черниговского и Новгород-Северского; 14 марта 1739 года прибыл в Чернигов.
29 мая 1740 года по именному указу епископ Никодим был переведён на Тобольскую и Сибирскую кафедру с возведением в сан митрополита. Фактически это была ссылка за отказ подчиниться требованию фаворита императрицы графа Б. К. Миниха — постричь полкового священника без искуса и сразу возвести в сан архимандрита указа из Синода. Первоначально Синод постановил, что постриг без искуса невозможен, но под нажимом светской власти 17 апреля 1740 года изменил решение. Выехав 22 июня из Чернигова, задержался в Москве. Ему было разрешено отсрочить выезд в Тобольск до зимы в том числе лечения. С октября 1740 года совершал богослужения в Архангельском соборе Московского Кремля «у гробов… благоверных государей царей». С «переменой правления» в связи со смертью императрицы Анны Иоанновны стал добиваться отмены поручения ему поручения служить «в далечайшей стране Сибирской». Участие в судьбе митрополита Никодима приняла цесаревна Елизавета Петровна, к которой он не раз обращался с ходатайствами. 19 января 1741 года последовал указ не отсылать Никодима в Сибирь «по его прошению за слабостию его здоровья, а быть ему, в Москве в служении при поминовении предков наших безотлучно».
29 апреля 1741 года ему назначили жалованье 500 рублей в год, выплата которого началась с большой задержкой. В январе 1742 года был командирован в Ростов на погребение архиепископа Иоакима.
Вскоре после воцарения Елизаветы Никодим перестал быть «безместным архиереем». 26 февраля 1742 года он участвовал в её встрече на подъезде к Москве; в день коронации, 25 апреля присутствовал в Успенском соборе Кремля как «митрополит бывший Тобольский». В мае того же года просил перевести его в Черниговскую епархию. Вместо этого 1 сентября 1742 года при открытии Санкт-Петербургской епархии (в границах одноименной Синодальной области), Никодиму была предоставлена честь стать её первым архиереем с титулом «епископ Санкт-Петербургский и Шлиссельбургский, архимандрит Александро-Невского монастыря» (ранее, в 1739—1742 — архимандритом столичной обители и являлся епископ Псковский Стефан (Калиновский), член Синода). В указе императрицы об определении Никодима в Санкт-Петербург он именовался «епископом Черниговским»; та же формулировка повторялась в указах синода. Она подразумевала, что Черниговская кафедра была отнята у него незаконно, а также снимала вопрос о снятии им сана митрополита. 5 сентября — в Москве в придворной церкви участвовал в хиротонии Амвросия (Дубневича) во епископа Черниговского.
2 февраля 1745 года Никодима переместили по указу императрицы на кафедру епископа Переяславского. Перемещение, кажется, состоялось по его собственному желанию. В Переяславе Никодим заявил себя довольно энергичной деятельностью по исправлению нравов духовенства, искоренению суеверий, заботами о духовном образовании.
Перед кончиной сам роздал все своё имущество без остатка «на поминовение» и донес об этом Святейшему синоду. Скончался он 12 (23) июня 1751 года.